# Joseph P. Kennedy
Joseph Patrick Kennedy Sr. (Boston, 6 de setembro de 1888 — Barnstable, 18 de novembro de 1969) foi um empresário americano e embaixador dos Estados Unidos no Reino Unido de 1938 a 1940. Foi também pai do ex-presidente norte-americano John F. Kennedy e patriarca da família Kennedy, cujos membros atingiram importantes cargos na política e no governo dos Estados Unidos.

## Vida
Kennedy nasceu em uma família política em East Boston, Massachusetts. Ele fez uma grande fortuna como investidor no mercado de ações e commodities e mais tarde rolou seus lucros investindo em imóveis e em uma ampla gama de setores de negócios nos Estados Unidos. Durante a Primeira Guerra Mundial, ele foi gerente geral assistente de um estaleiro Bethlehem Steel na área de Boston; por meio dessa posição, ele conheceu Franklin D. Roosevelt, que era secretário adjunto da Marinha. Na década de 1920, Kennedy obteve enormes lucros reorganizando e refinanciando vários estúdios de Hollywood; várias aquisições foram finalmente fundidas na Radio-Keith-Orpheum (RKO) Studios. Kennedy aumentou sua fortuna com direitos de distribuição de uísque escocês. Ele era dono do maior edifício privado do país, o Chicago's Merchandise Mart.
Kennedy era um dos principais membros do Partido Democrata e da comunidade católica irlandesa. O presidente Roosevelt nomeou Kennedy para ser o primeiro presidente da Comissão de Valores Mobiliários (SEC), que ele liderou de 1934 a 1935. Kennedy mais tarde dirigiu a Comissão Marítima. Kennedy serviu como embaixador dos Estados Unidos no Reino Unido de 1938 ao final de 1940. Com a eclosão da Segunda Guerra Mundial em setembro de 1939, Kennedy estava pessimista sobre a capacidade da Grã-Bretanha de sobreviver aos ataques da Alemanha nazista. Durante a Batalha da Grã-Bretanha em novembro de 1940, após uma declaração controversa a respeito da democracia na Inglaterra, Kennedy renunciou ao cargo.
Kennedy foi casado com Rose Kennedy. Durante sua vida posterior, ele se envolveu fortemente na carreira política de seus filhos. Três dos filhos de Kennedy alcançaram cargos políticos de destaque: John F. Kennedy (1917–1963) que foi senador dos Estados Unidos por Massachusetts e o 35º presidente dos Estados Unidos, Robert F. Kennedy (1925–1968) serviu como procurador-geral dos Estados Unidos e como senador dos EUA por Nova York, enquanto Ted Kennedy (1932–2009) também serviu como senador dos EUA por Massachusetts.
Faleceu aos 81 anos. Foi sepultado em Holyhood Cemetery, Brookline, Massachusetts, Estados Unidos.